# Antoni Wieczorek
Antoni Wieczorek (* 8. Mai 1924 in Szczyrk (deutsch Schirk), Polen; † 16. August 1992 in Zlaté Moravce, Tschechoslowakei) war ein polnischer Skispringer und Skisprungtrainer. Er war bis ins Alter von 38 Jahren international als Skispringer aktiv.

## Werdegang
Wieczorek begann früh mit dem Skispringen. Erstmals international aktiv war er dabei gemeinsam mit Tadeusz Kozak und Mieczysław Gąsienica-Samek bei der internationalen Skiflug-Woche 1948 in Planica. Für die Olympischen Winterspiele 1948 erhielt er trotz guter Leistungen keinen Startplatz. Am 15. März 1948 war Wieczorek der erste Pole, der über 100 Meter sprang und stehen konnte. 1952 gewann er das internationale Springen in Oberhof und verbesserte den dortigen Schanzenrekord auf 75 Meter. Daraufhin startete Wieczorek bei den Olympischen Winterspielen 1952 in Oslo mit bereits 27 Jahren. Von der Normalschanze sprang er zweimal auf 60,5 Meter und landete so auf Rang 24.
In den folgenden Jahren zeigte Wieczorek vor allem auf nationaler Ebene überdurchschnittlich gute Leistungen. So sprang er nach deren Umbau 1953 auf der Skalite mit 63,5 Meter einen neuen Schanzenrekord. 1954 gewann er seinen ersten polnischen Meistertitel. Daraufhin gehörte er zum Kader für die Nordischen Skiweltmeisterschaften 1954 in Falun. Jedoch reiste der polnische Skiverband nicht nach Schweden. 1955 gewann er zum zweiten Mal den polnischen Meistertitel im Einzel. Für die Olympischen Winterspiele 1956 wurde er erneut nominiert, stürzte aber in Zakopane auf der Wielka Krokiew kurz vor der Abreise nach Cortina d’Ampezzo im Training schwer und konnte so nicht antreten.
Bei der Wintersport-Woche in Oberhof 1958 erreichte Wieczorek hinter Harry Glaß und Peter Lesser den dritten Rang und erhielt damit die Qualifikation für die Nordischen Skiweltmeisterschaften 1958. In Lahti erreichte er nach Sprüngen auf 60,5 und 57,5 Meter den 35. Platz.
Bei der Vierschanzentournee 1961/62 gelang Wieczorek nach dem guten 13. Platz auf der Schattenbergschanze in Oberstdorf der fünfte Rang auf der Bergiselschanze in Innsbruck und damit der beste internationale Einzelrang. Ende Januar konnte er zudem die Gesamtwertung der fünften Austragung der Beskiden-Tour gewinnen. Nach einem folgenden durchwachsenen Springen auf der Großen Olympiaschanze in Garmisch-Partenkirchen, welches er als 26. beendete, erreichte er beim Tournee-Abschluss-Springen in Bischofshofen auf der Paul-Außerleitner-Schanze als Neunter noch einmal ein sehr gutes Ergebnis unter den besten zehn. In der Gesamtwertung erreichte Wieczorek den fünften Rang.
Daraufhin zählte er zu den Favoriten bei der kommenden Nordischen Skiweltmeisterschaft 1962 in Zakopane, konnte dort jedoch nach einem erneuten schweren Sturz im Training nicht antreten. Nach der Weltmeisterschaft musste er aufgrund seiner Verletzungen seine aktive internationale Skisprungkarriere beenden.
Nach dem Ende seiner Karriere übernahm Wieczorek bei der Volksmannschaften Schirk (LZS Szczyrk) (Abkürzung für: Ludowe Zespoły Sportowe Szczyrk) einen Trainerposten. Von 1967 bis 1969 trainierte er die polnische Nationalmannschaft. Zudem engagierte er sich in Polen beim Bau und Umbau verschiedener Skisprungschanzen. Zwischen 1970 und 1980 arbeitete er mehrfach als Trainer an der Sportschule in Szczyrk.
1977 gründete er in Szczyrk einen Skiverkauf und -verleih, den heute sein Sohn Stanisław Stan Wieczorek, selbst Trainer für Ski Alpin und Skilanglauf und wissenschaftlicher Mitarbeiter an der Akademie für Leibeserziehung in Kattowitz (Akademia Wychowania Fizycznego Katowice, kurz AWF Katowice), leitet.
1992 starb Wieczorek bei einem Autounfall in Zlaté Moravce, Tschechoslowakei bei der Rückkehr aus einem Urlaub in Südeuropa.

## Erfolge

### Vierschanzentournee-Platzierungen
| Saison  | Platz | Punkte |
| ------- | ----- | ------ |
| 1961/62 | 5.    | 839,4  |

### Nationale Erfolge
- Polnischer Meister im Skispringen: 1954 und 1955[3]
- Polnischer Vize-Meister im Skispringen: 1951, 1953, 1958, 1961[3]

## Privates
Antoni Wieczorek war der Sohn der Bielitzer Weberin Anna, geb. Pilarz und des Bauern und Zimmermanns Józef Wieczorek. Er hatte drei Brüder: Jan, Szymon und Bronisław und drei Schwestern: Maria, Anna und Julia. 1938 schloss er seine Schulbildung an der Tadeusz-Kościuszko-Grundschule ab und begann kurze Zeit später mit einer Ausbildung zum Kellner. Zum Jahreswechsel 1940/41 verließ er mit seinem älteren Bruder Schirk und begann eine Arbeit in der Chemiefabrik der I.G. Farben bei Monowitz. Er lebte in Auschwitz in der Nähe des KZ Auschwitz III Monowitz. 1948 heiratete er Cecylia Gajdzik.